# Marshall Gilkes

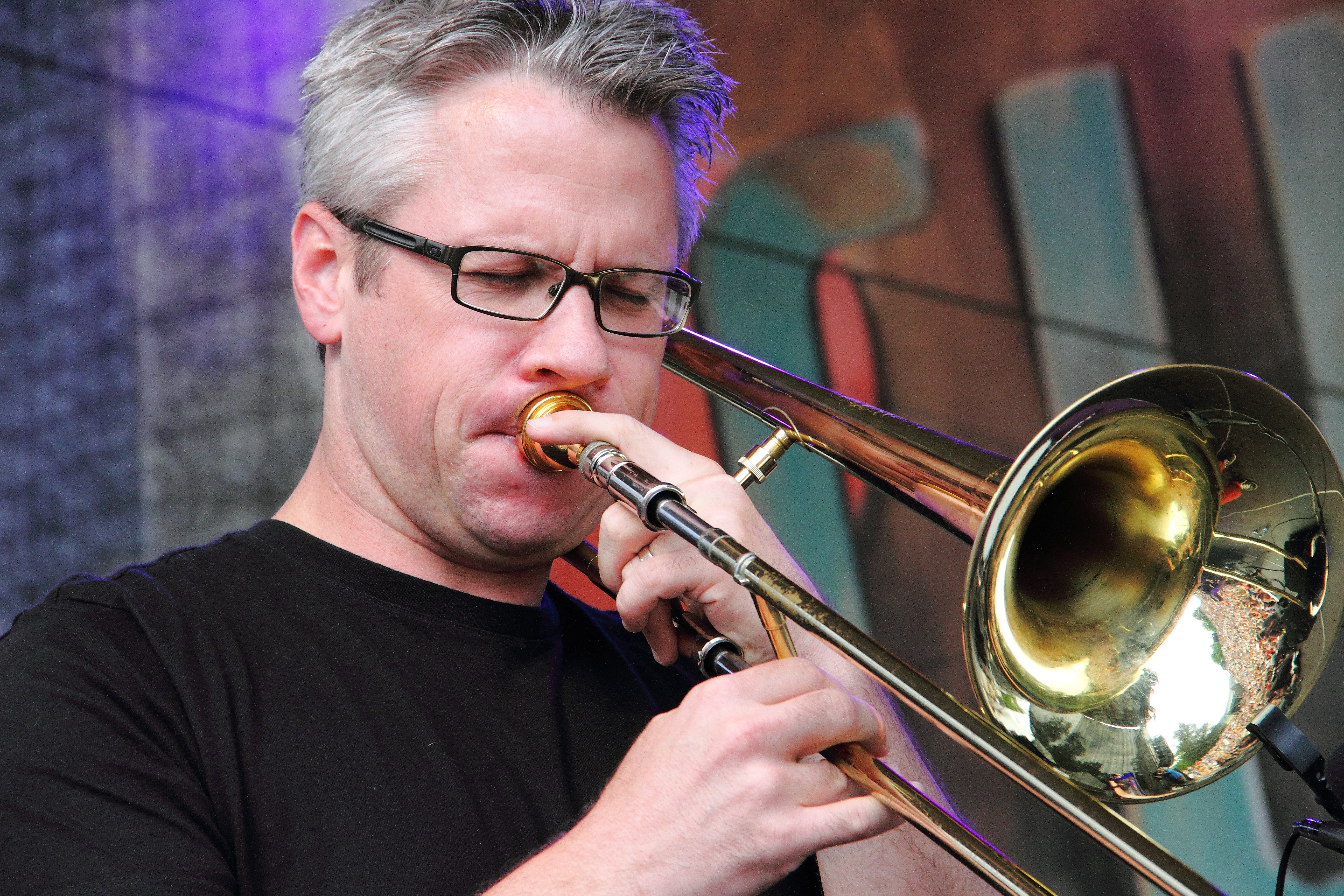
Marshall Gilkes mit Edmar Castañeda auf dem Rudolstadt-Festival 2016.

Marshall Allan Gilkes (* 30. September 1978 in Camp Springs, Maryland) ist ein US-amerikanischer Jazzposaunist und Komponist.

## Leben und Wirken
Gilkes wurde in Maryland in eine Musikerfamilie geboren; seine Mutter war klassische Sängerin und Pianistin, sein Vater Dirigent der Air Force Academy Band. Wegen des Berufs seines Vaters wuchs Gilkes an verschiedenen Orten auf, in Washington, D.C., New Hampshire, New Jersey, Alabama, Illinois und Colorado. Seine erste musikalische Ausbildung bekam Gilkes an der Interlochen Arts Academy, University of Northern Colorado, und der William Patterson University. Einen Bachelor in Musik erhielt er an der Juilliard School. Unter seinen Lehrern waren Joseph Alessi, Conrad Herwig, Bud Baker, Ed Neumeister und Wycliffe Gordon. 2003 war Marshall Gilkes ein Finalist bei der Thelonious Monk International Jazz Competition.
Gilkes spielt gegenwärtig im Orchester von Maria Schneider (Sky Blue 2007, Data Lords 2020) und bei David Bergers Sultans of Swing. Von 2010 bis 2013 war er, an der 2. Posaune, festes Mitglied der WDR Big Band Köln, die er auf eigenen Wunsch nach drei Jahren verließ. Er wirkte u. a. auf den Alben Cuarto de Colores (2005) und „Entre Cuerdas“ (2009) von Edmar Castañeda mit. Seine Musikerfahrung umfasst eine breite Skala musikalischer Stile; er spielte mit dem Village Vanguard Orchester, dem Duke Ellington Orchestra (Ghost Band), Stanley Turrentine, Benny Golson, Michael Dease (Dease Bones), Matthias Schriefl, Frederik Köster und Richard Bona. Im Bereich lateinamerikanischer Musik spielte er zusammen mit Machito, Giovanni Hidalgo, Chico O’Farrill, Tito Nieves, dem Big 3 Palladium Orchestra, Raulin Rosendo, Ray Sepulveda, Eddie Santiago, José Alberto und Iroko La Banda. Weiterhin war er 2000/2001 beteiligt an der Tournee der Broadway-Show „Swing!“ durch Nordamerika und Japan. 2011 wirkte er als Solist an Ryan Truesdells Centennial – Newly Discovered Works of Gil Evans mit.
Gilkes hat bisher fünf Alben unter eigenem Namen vorgelegt, auf denen er sich auch als Komponist präsentiert. So komponierte er mit Ausnahme eines Stückes das Material für sein Album Edenderry (2004), das hervorragende Kritiken unter anderem von Jazz Times, All About Jazz und Trombone Journal erhielt. Derzeit arbeitet er im Trio mit Yasushi Nakamura und Clarence Penn.
Gilkes tourte intensiv durch Europa, Asien, Latein- und Südamerika. Zu früheren Engagements gehören Auftritte beim Umbria Jazz, Vienna Jazz Festival, JVC Jazz Festival, Telluride Jazz Festival, Panama Jazz Festival, im Lincoln Center, der Tokioter Orchard Hall und am Moskauer Konservatorium. Im März 2008 bekam Gilkes eine Einladung mit Billy Cobham und der Philharmonie Adelaide beim Adelaide Bank Festival of Arts in Australien zu spielen. Als Gast war er anwesend beim International Trombone Festival 2008 in Salt Lake City.

## Diskographische Hinweise
- Edenderry (2004)
- Lost Words (2008)
- Sound Stories (2012)[2]
- Köln (Alternate Side, 2015), mit der WDR Big Band[3]
- Always Forward (Alternate Side, 2018), mit der WDR Big Band[4]
- Marshall Gilkes Trio: Waiting to Continue (Alternate Side, 2020)
- Cyclic Journey (2022)
- Marshall Gilkes and WDR Big Band: Life Songs (2023)